# オヤジ探偵
『オヤジ探偵』（おやじたんてい）は、テレビ朝日系「木曜ミステリー」枠（木曜 20:00 - 20:54）で放送された日本のテレビドラマシリーズ。主演は中村雅俊。
第1シリーズは、2001年7月12日から9月13日まで放送。
第2シリーズは『オヤジ探偵2』として2002年10月10日から12月12日まで放送。

## 登場人物

### 早乙女家&楓探偵社
早乙女公彦
演 - 中村雅俊
元警視庁の刑事。京都の土産物屋「をとめや」の婿養子となり、その2階で探偵事務所を開いている。妻・楓は15年前に死去し現在独身。
早乙女黎
演 - 遠藤久美子
京都府警捜査一課の刑事。公彦と楓の一人娘。
小林鳩子
演 - 高田聖子
楓探偵事務所の事務員。
早乙女郁
演 - 岸田今日子
小間物屋「をとめや」の主人。公彦の亡き妻・楓の母。

### 京都府警察
六角一二三
演 - 山西惇
刑事課の刑事。双子の弟が警視庁に勤務しているとの裏設定がある（後述）。
田村淀五郎
演 - 松永博史
刑事課の刑事。
小野寺ひろみ
演 - 志賀勝（第1シリーズ第1話・第3話・第4話）
係長。
秦野
演 - 石倉英彦（第1シリーズ第5話 - 第8話 / 第2シリーズ）
係長。小野寺の後任。
白瀬眞由美
演 - 片平なぎさ
刑事課の刑事。

### その他
糸井市親
演 - 三上市朗（第2シリーズ第1話・第9話）
きのこ研究者。

### ゲスト

#### 第1シリーズ（2001年）
第1話「疑惑の娘！京都密会の殺意」
- 笹本ゆかり（太郎と雅美の娘・女子高生） - 大谷みつほ
- 笹本雅美（太郎の妻） - 姿晴香
- 笹本太郎（銀行員） - 中原丈雄
- 坂口華子 - 森下まひろ

第2話「手鏡と死体！京都不倫旅行」
- 岡部辰夫（写真屋店主） - 新克利
- 岡部ゆり（岡部の娘） - 今村雅美
- 牧原夕子 - 水島かおり
- 桂木綾子（太一の母） - 山口美也子
- 桂木太一（大学生） - 森永竜矢

第3話「路地裏の殺人!! 鴨川の夜に謎」
- 池部光太郎 - 徳井優
- 豊川かえで（ホステス） - 堀江奈々
- 豊川実（かえでの父） - 芝本正

第4話「闇の殺人犯！3回死んだ男!?」
- 真田実朝（情報屋） - 秋野太作
- 三島卓也 - 伊崎充則
- 横田理恵子（会社員） - 平井三智栄

第5話「娘が危ない！悪夢の誘拐監禁」
- 伊原清美（花園警察署性犯罪捜査係 刑事） - 坂上忍
- 苅部武史（窃盗の前科者） - 井田州彦

第6話「銃弾の復讐！狙われた女刑事」
- 井沢虎之助（まさしの父・井沢産業 会長） - 寺田農
- 佐久間健次郎（京都府警 本部長） - 川地民夫
- 黒江智之 - 緒形幹太
- 井沢まさし（婦女暴行容疑の指名手配犯） - 出光秀一郎

第7話「女は顔!? 京都メル友殺人!!」
- 円井窓香（ミズキ宝石店 店員） - 渡辺由紀
- 梶谷好恵（ミズキ宝石店 店員） - 広岡由里子
- 橋田勉 - 木下ほうか
- 竹葉真樹（窓香の恋人） - 樋口浩二
- 坂田洋（ミズキ宝石店 店員・窓香の上司） - 伊庭剛

第8話「コギャルを叱るニセ刑事の謎」
- 片瀬乙松（元警備員） - 佐藤B作
- マリリン（風俗店の女） - 小林美江

最終話「隠し子発覚!? 消えた2000万と母娘サギ師を探せ！」
- 榊原千春（金沢の芸者） - 高橋ひとみ
- 榊原胡桃（小学生） - 永井杏
- 村上孝三郎（政治家） - 石山律雄
- 槙原 - 中根徹
- 旅館女将 - 三島ゆり子

#### 第2シリーズ（2002年）
第1話「女はパパで苦労する」
- 柴山つかさ（又三郎の教え子） - 渡辺典子
- 木崎敏文 - 柳沢慎吾
- 原島哲也 - 四方堂亘
- 白瀬又三郎（白瀬眞由美の父） - 宇津井健

第2話「疑惑の遺品!?」
- 後藤静香 - 東てる美
- 後藤幸一 - 朝日完記
- 横山瞳 - 舟木幸
- 守口康夫 - 石田登星
- 黒岩彬（早乙女楓の学生時代の友人） - 大島蓉子

第3話「もてあそばれた人生」
- 野崎美穂（商社勤務） - 八木小織
- 舟和洋子（美穂の同僚） - 西尾まり

第4話「ふたつの時効」、第5話「続・ふたつの時効」
- 椎名秀夫（かおりの父） - 高橋昌也
- 藤原弘（祇園警察署 刑事） - 河原崎建三
- 梶間幸江 - 水島かおり
- 水原克己（ビデオ屋のアルバイト店員） - KONTA
- 西条邦明 - 増田由紀夫（第4話のみ）
- 椎名かおり（元女子大生・故人） - 渋谷めぐみ

第6話「昔の恋人がやって来たのです」
- 水元尚子（早乙女公彦の元恋人） - 大島さと子
- 藤原健一 - 大高洋夫
- 藤原佐代子 - 仁藤優子
- 田中敏博（会社員） - 辻本一樹

第7話「探し物はなんですか？」
- 柴田哲郎（初美の父・無職） - きたろう
- 柴田初美（会社員） - 林美穂
- 大林弘明 - 片岡弘貴

第8話「モクヨウ・ナイト・フィーバー」
- 藤井智美（アミューズメントパークの経営者） - 高瀬春奈
- 本田利孝（ディスコキング） - 石丸謙二郎
- 室伏太一郎（ゲームの開発者・ダンス名人） - 有薗芳記

最終話「まぼろし」
- 三木聡 - 西田健

## スタッフ
- 脚本 - 輿水泰弘、櫻井武晴、林誠人（第2シリーズ）、藤井邦夫（第2シリーズ）、砂本量（第2シリーズ）
- 音楽 - 池頼広
- 演出 - 和泉聖治、麻生学、森本浩史
- 主題歌
  - 第1シリーズ - 中村雅俊「あいつ」[2]
  - 第2シリーズ - 中村雅俊「虹の少女」[3]
- プロデューサー - 大川武宏、矢後義和、須藤泰司
- 制作 - テレビ朝日、東映

## 放送日程

### 第1シリーズ
- 第2話は20時30分から21時24分に放送（「世界水泳」中継の関係で）。
- 広島ホームテレビでは、プロ野球広島東洋カープ主催試合の中継の関係上、翌日（金曜）15:00からの遅れネットとすることがあり、本番組のスポンサーはそのまま野球中継に組み込まれた。

| 話数   | 放送日        | サブタイトル                                  | 脚本     | 監督     | 視聴率 |
| ------ | ------------- | --------------------------------------------- | -------- | -------- | ------ |
| 第1話  | 2001年7月12日 | 疑惑の娘！京都密会の殺意                      | 輿水泰弘 | 和泉聖治 | 12.6%  |
| 第2話  | 7月19日       | 手鏡と死体！京都不倫旅行                      | 櫻井武晴 | 和泉聖治 | 07.9%  |
| 第3話  | 8月02日       | 路地裏の殺人!! 鴨川の夜に謎                   | 櫻井武晴 | 麻生学   | 08.3%  |
| 第4話  | 8月09日       | 闇の殺人犯！3回死んだ男!?                     | 輿水泰弘 | 麻生学   | 09.6%  |
| 第5話  | 8月16日       | 娘が危ない！悪夢の誘拐監禁                    | 櫻井武晴 | 和泉聖治 | 10.0%  |
| 第6話  | 8月23日       | 銃弾の復讐！狙われた女刑事                    | 輿水泰弘 | 和泉聖治 | 08.7%  |
| 第7話  | 8月30日       | 女は顔!? 京都メル友殺人!!                     | 櫻井武晴 | 麻生学   | 12.3%  |
| 第8話  | 9月06日       | コギャルを叱るニセ刑事の謎                    | 輿水泰弘 | 麻生学   | 10.3%  |
| 最終話 | 9月13日       | 隠し子発覚!? 消えた2000万と母娘サギ師を探せ！ | 輿水泰弘 | 森本浩史 | 11.7%  |

### 第2シリーズ
- 第1話は20時00分から21時48分の1時間48分SP。

| 話数   | 放送日         | サブタイトル                 | 脚本     | 監督     | 視聴率 |
| ------ | -------------- | ---------------------------- | -------- | -------- | ------ |
| 第1話  | 2002年10月10日 | 女はパパで苦労する           | 輿水泰弘 | 和泉聖治 | 09.4%  |
| 第2話  | 10月17日       | 疑惑の遺品!?                 | 櫻井武晴 | 森本浩史 | 08.0%  |
| 第3話  | 10月24日       | もてあそばれた人生           | 櫻井武晴 | 麻生学   | 08.5%  |
| 第4話  | 11月07日       | ふたつの時効                 | 櫻井武晴 | 和泉聖治 | 08.3%  |
| 第5話  | 11月14日       | 続・ふたつの時効             | 櫻井武晴 | 和泉聖治 | 07.2%  |
| 第6話  | 11月21日       | 昔の恋人がやって来たのです   | 林誠人   | 森本浩史 | 08.4%  |
| 第7話  | 11月28日       | 探し物はなんですか？         | 藤井邦夫 | 麻生学   | 08.6%  |
| 第8話  | 12月05日       | モクヨウ・ナイト・フィーバー | 砂本量   | 麻生学   | 06.8%  |
| 最終話 | 12月12日       | まぼろし                     | 櫻井武晴 | 森本浩史 | 10.0%  |